# A. Eric Heukeshoven
A. Eric Heukeshoven (* 1956) ist ein US-amerikanischer Komponist und Musikpädagoge.
Heukeshoven studierte Musiktheorie und Komposition an der University of Minnesota und Musiktechnologie an der  Jacobs School of Music der Indiana University. Zu seinen Lehrern zählten Dominick Argento, Paul Fetler, Frank Bencriscutto, Tom Root, Erik Stokes, Kevin Dobbe und John Paulson. Er ist Professor an der Saint Mary’s University of Minnesota, wo er Komposition, Arrangement, Blechblasinstrumente, Orgel und Jazzklavier unterrichtet und das Studienprogramm Jazz leitet.
Als Komponist trat Heukeshoven vor allem mit Chorwerken sowie mit Arrangements und Kompositionen für Jazzensemble hervor. Seine Werke werden sowohl in den USA als auch Europa aufgeführt. Er erhielt u. a. Kompositionsaufträge der La Crosse Chamber Chorale's, der Saint Mary’s University Chamber Singers und der Sheldon Theatre Brass Band. Heukeshoven ist Mitglied des American Composers Forum, der American Guild of Organists, der American Society of Composers, Authors and Publishers und der Phi Mu Alpha Sinfonia.

## Werke
- Centennial Suite, 2012
- Mr. Magic (von Grover Washington, Jr.), Arrangement, 2012
- Just Believe für Chor, 2011
- Strollin' Down the Lane für Jazzensemble, 2011
- Preghiera Semplice für gemischten Chor, 2011
- Honneur a Toi für Chor und Klavier, 2010
- Music and Other Sounds for Horn Soloist, 2010
- Sugarloaf Joys für Jazzensemble, 2009
- The Chief für Erzähler, Flöte, Klarinette und Cello, 2009
- Honneur a Toi für Concert Band, 2008
- Things Things Things You Love für Chor, 2008
- Time / Machine computerbasierte multimediale Installation, 2008
- Johnson Street Blues für Jazzensemble, 2007
- The Elephant and the Flea für Tuba und Dampforgel, 2007
- Pathway of Life für Chor, 2006
- Woodshed Stomp für Jazzensemble, 2005
- Sea Turtle: A Journey für Chor, 2004
- Freedom Smells So Good für Chor, 2003
- Shooting Star für Chor, 2001
- Song of the River für Chor, 1999
- Different Eyes, Different Sights für Chor, 1997